# Лиценциат Видриера
«Лиценциат Видриера» (исп. El licenciado Vidriera) — новелла испанского писателя Мигеля де Сервантеса, опубликованная в 1613 году в составе сборника «Назидательные новеллы». Включает в себя короткую биографию главного героя и пространный перечень приписываемых ему сентенций и шуток. Образцом для Сервантеса могли стать, с одной стороны, труд Диогена Лаэртского, «Жизнь Аполлония Тианского» и «Демонакт» Лукиана, с другой — «Декамерон» Боккаччо и новеллы Маттео Банделло. Источник сентенций — предположительно книга Хуана Руфо «Шестьсот апофегм и другие произведения в стихах».